# Cerizay
Cerizay és un municipi francès situat al departament de Deux-Sèvres i a la regió de la Nova Aquitània. L'any 2007 tenia 4.591 habitants.

## Demografia

### Població
El 2007 la població de fet de Cerizay era de 4.591 persones. Hi havia 1.892 famílies de les quals 564 eren unipersonals (272 homes vivint sols i 292 dones vivint soles), 632 parelles sense fills, 536 parelles amb fills i 160 famílies monoparentals amb fills.
La població ha evolucionat segons el següent gràfic:
Habitants censats

### Habitatges
El 2007 hi havia 2.045 habitatges, 1.921 eren l'habitatge principal de la família, 10 eren segones residències i 114 estaven desocupats. 1.576 eren cases i 469 eren apartaments. Dels 1.921 habitatges principals, 1.121 estaven ocupats pels seus propietaris, 782 estaven llogats i ocupats pels llogaters i 18 estaven cedits a títol gratuït; 9 tenien una cambra, 105 en tenien dues, 357 en tenien tres, 579 en tenien quatre i 871 en tenien cinc o més. 1.482 habitatges disposaven pel capbaix d'una plaça de pàrquing. A 994 habitatges hi havia un automòbil i a 735 n'hi havia dos o més.

### Piràmide de població
La piràmide de població per edats i sexe el 2009 era:
| Homes | Edats   | Dones |
| ----- | ------- | ----- |
| 4     | 95 o +  | 8     |
| 0     | 90 a 94 | 32    |
| 40    | 85 a 89 | 36    |
| 24    | 80 a 84 | 36    |
| 64    | 75 a 79 | 76    |
| 92    | 70 a 74 | 120   |
| 100   | 65 a 69 | 144   |
| 144   | 60 a 64 | 124   |
| 120   | 55 a 59 | 112   |
| 164   | 50 a 54 | 172   |
| 140   | 45 a 49 | 152   |
| 172   | 40 a 44 | 160   |
| 128   | 35 a 39 | 128   |
| 176   | 30 a 34 | 160   |
| 212   | 25 a 29 | 164   |
| 152   | 20 a 24 | 124   |
| 196   | 15 a 19 | 136   |
| 196   | 10 a 14 | 120   |
| 124   | 5 a 9   | 108   |
| 100   | 0 a 4   | 120   |

## Economia
El 2007 la població en edat de treballar era de 2.859 persones, 2.114 eren actives i 745 eren inactives. De les 2.114 persones actives 1.888 estaven ocupades (1.052 homes i 836 dones) i 226 estaven aturades (86 homes i 140 dones). De les 745 persones inactives 345 estaven jubilades, 192 estaven estudiant i 208 estaven classificades com a «altres inactius».

### Ingressos
El 2009 a Cerizay hi havia 1.940 unitats fiscals que integraven 4.613,5 persones, la mediana anual d'ingressos fiscals per persona era de 15.582 €.

### Activitats econòmiques
Dels 210 establiments que hi havia el 2007, 1 era d'una empresa extractiva, 5 d'empreses alimentàries, 2 d'empreses de fabricació de material elèctric, 3 d'empreses de fabricació d'elements pel transport, 16 d'empreses de fabricació d'altres productes industrials, 21 d'empreses de construcció, 40 d'empreses de comerç i reparació d'automòbils, 7 d'empreses de transport, 13 d'empreses d'hostatgeria i restauració, 2 d'empreses d'informació i comunicació, 19 d'empreses financeres, 12 d'empreses immobiliàries, 29 d'empreses de serveis, 21 d'entitats de l'administració pública i 19 d'empreses classificades com a «altres activitats de serveis».
Dels 59 establiments de servei als particulars que hi havia el 2009, 1 era una oficina d'administració d'Hisenda pública, 1 gendarmeria, 1 oficina de correu, 5 oficines bancàries, 6 tallers de reparació d'automòbils i de material agrícola, 1 taller d'inspecció tècnica de vehicles, 4 autoescoles, 5 paletes, 4 guixaires pintors, 3 fusteries, 1 lampisteria, 2 electricistes, 7 perruqueries, 3 veterinaris, 7 restaurants, 3 agències immobiliàries, 2 tintoreries i 3 salons de bellesa.
Dels 16 establiments comercials que hi havia el 2009, 2 eren supermercats, 1 una gran superfície de material de bricolatge, 1 una botiga de més de 120 m², 1 una botiga de menys de 120 m², 2 fleques, 2 carnisseries, 3 botigues de roba, 1 una sabateria, 1 una botiga d'electrodomèstics i 2 floristeries.
L'any 2000 a Cerizay hi havia 40 explotacions agrícoles que ocupaven un total de 1.161 hectàrees.

## Equipaments sanitaris i escolars
El 2009 hi havia 3 farmàcies i 3 ambulàncies.
El 2009 hi havia 1 escola maternal i 2 escoles elementals. Cerizay disposava de 2 col·legis d'educació secundària amb 647 alumnes.

## Poblacions més properes
El següent diagrama mostra les poblacions més properes.